# Cerkiew św. Mikołaja w Bari
Cerkiew św. Mikołaja – cerkiew prawosławna w Bari, w dzielnicy Carrassi. Należy do Rosyjskiego Kościoła Prawosławnego.

## Historia
Kamień węgielny pod budowę cerkwi w Bari powstała został położony w październiku 1913. Świątynia miała służyć rosyjskiej placówce dyplomatycznej. Budowa gmachu finansowana była z dobrowolnych składek wiernych, jednak ze względu na wybuch I wojny światowej została zakończona dopiero po 1918.
Po rewolucji październikowej cerkiew przejęła samorzutnie prawosławna wspólnota Greków z Bari. W 1937 obiekt przejęły władze miejskie Bari, zezwalając jednak na dalsze użytkowanie budynku dla dotychczasowych celów. W 2007 Patriarchat Konstantynopola zgodził się ponownie przekazać go Rosyjskiej Cerkwi Prawosławnej. Uroczysta ceremonia miała miejsce 1 marca 2009 w obecności Dmitrija Miedwiediewa.

## Architektura
Cerkiew jest jednonawowa, wzniesiona w stylu staroruskim, z jedną cebulastą kopułą. Nad wejściem do budynku znajduje się mozaika z wizerunkiem Chrystusa i Matki Bożej, okna cerkwi są półkoliste, nieregularnie rozmieszczone. Z zewnątrz obiekt posiada bardzo skromną dekorację, ograniczoną do płaskorzeźb z motywami łuków oraz fryzu poniżej dachu kopuły. W bezpośrednim sąsiedztwie cerkwi znajduje się pomnik jej patrona z mieczem w dłoni.